# Ricky Tarrant
Ricky LaFredrick Tarrant Jr. (Pleasant Grove (Alabama), 7 de agosto de 1993) es un jugador de baloncesto estadounidense que pertenece a la plantilla del Sigal Prishtina de la Superliga de Kosovo. Con 1,88 metros de estatura, juega en la posición de escolta.

## Trayectoria deportiva
Es un escolta que también puede jugar en la posición de base natural de Alabama, formado durante dos temporadas en los Tulane Green Wave desde 2011 a 2013, la  temporada 2014-15 jugó en Alabama Crimson Tide y la última temporada universitaria la disputó en los Memphis Tigers durante la temporada 2015-16.
Tras no ser elegido en el Draft de la NBA de 2016, debutaría como profesional en Venezuela en las filas de los Gigantes de Guayana.
Más tarde, formaría parte de la plantilla de los KW Titans de la Liga Nacional de Baloncesto de Canadá.
En la temporada 2017-18, llega a Europa para jugar en las filas del Poitiers Basket 86 de la PRO B francesa, en el que promedia 13,1 puntos y 4,1 rebotes por encuentro. En la misma temporada jugaría en el Atomerőmű SE húngaro.
En la temporada 2018-19 llega a Turquía para jugar en el Artvin Belediye. Al término de la temporada regresa a Canadá para jugar con los Hamilton Honey Badgers de la NBL-2, la segunda división canadiense.
El 10 de agosto de 2019, regresa a Turquía y firma por el Yeni Mamak Spor Klubu.
En verano de 2020, firmó por el Spójnia Stargard de la PLK polaca, club en el que jugaría hasta diciembre de 2020, promediando 15 puntos, 3,2 rebotes y 4,6 asistencias por encuentro.
El 16 de diciembre de 2020, firma por el Ironi Ramat Gan de la Segunda División del baloncesto de Israel.
En la temporada 2022-23, firma por el TED Ankara Kolejliler Spor Kulübü de la TB2L, la tercera categoría del baloncesto turco.
El 27 de diciembre de 2022, firma por el Manisa Büyükşehir Belediyespor de la Basketbol Süper Ligi.